# Bolyai (månekrater)
Bolyai er et gammelt nedslagskrater på Månen. Det befinder sig på den sydlige halvkugle på Månens bagside og er opkaldt efter den ungarske matematiker og filosof János Bolyai (1802-1860). Navnet blev officielt tildelt af den Internationale Astronomiske Union (IAU) i 1970. 
Krateret observeredes første gang i 1965 af den sovjetiske rumsonde Zond 3.

## Omgivelser
Sydøst for Bolyai ligger krateret Eötvös og nord for det ligger krateret Neujmin.

## Karakteristika
Bolyai-krateret har været udsat for kraftig erosion på grund af senere nedslag, så der kun er efterladt en deformeret rest af den oprindelige kraterrand, overlejret af et større antal småkratere (satellitkratere). De mest fremtrædende af disse er "Bolyai D" langs den nordlige kraterrand og "Bolyai W" mod nordvest. Det sidstnævnte består faktisk selv af et større antal overlappende kratere.
Det indre af krateret er forholdsvis fladt og jævnt, men på nogle steder kuperet som følge af, at nedslagene har omformet overfladen. Nær kraterets midte ligger i vestlig retning et område, der er blevet dækket af en lavastrøm. Dette område er mere fladt end den øvrige kraterbund og har lavere albedo, så det ser mørkt ud.

## Satellitkratere
De kratere, som kaldes satellitter, er små kratere beliggende i eller nær hovedkrateret. Deres dannelse er sædvanligvis sket uafhængigt af dette, men de får samme navn som hovedkrateret med tilføjelse af et stort bogstav. På kort over Månen er det en konvention at identificere dem ved at placere dette bogstav på den side af satellitkraterets midte, som ligger nærmest hovedkrateret. Bolyaikrateret har følgende satellitkratere:
| Bolyai | Længde  | Bredde   | Diameter |
| ------ | ------- | -------- | -------- |
| D      | 32,5° S | 128,0° Ø | 34 km    |
| K      | 36,3° S | 126,8° Ø | 29 km    |
| L      | 36,3° S | 126,2° Ø | 73 km    |
| Q      | 36,1° S | 122,5° Ø | 28 km    |
| W      | 32,2° S | 123,9° Ø | 50 km    |

## Måneatlas
- Billeder af Bolyaikrateret i LPI-måneatlasset